# Héctor Yazalde
Pour les articles homonymes, voir Yazalde.
Héctor Casimiro Yazalde, né le 29 mai 1946 à Avellaneda et mort le 18 juin 1997 à Buenos Aires, est un footballeur international argentin. Il évolue au poste d'attaquant.
Il détient le record de buts marqués en Primeira Liga en une seule saison, 46 buts, en 1973-1974 avec le Sporting Portugal.
Héctor Yazalde était le mari de l'actrice portugaise Carmen Yazalde, connue pour avoir travaillé sous la direction de Jess Franco, sous le nom de Brit Nichols.

## Biographie

### En club
Héctor Yazalde évolue en Argentine, au Portugal et en France. Il joue principalement en faveur du CA Independiente, du Sporting Portugal, de l'Olympique de Marseille et des Newell's Old Boys.
Il inscrit 126 buts en première division argentine, 104 buts en première division portugaise (en seulement 104 matchs), et 23 buts en Division 1 française. Il réalise ses meilleures performances lors de son passage au Portugal, inscrivant notamment 46 buts lors de la saison 1973-1974, ce qui constitue un record au Portugal. 
Avec le club de l'Olympique de Marseille, il inscrit quatre doublés en Division 1 : deux doublés lors de la saison 1975-1976, face au RC Lens et Troyes, puis deux autres doublés la saison suivante, face au FC Sochaux et au Lille OSC.
Au sein des compétitions continentales européennes, il dispute deux matchs en Coupe d'Europe des clubs champions (un but), deux rencontres en Coupe de l'UEFA, et enfin 13 en Coupe des coupes (neuf buts). Il dispute les quarts de finale de la Coupe des coupes en 1974 avec le Sporting CP, face au FC Zurich.
En 1968, il participe à la Copa Libertadores avec le CA Independiente (quatre matchs, un but).
Son palmarès en club est constitué de deux titres de champion d'Argentine, un titre de champion du Portugal, deux Coupes du Portugal, et enfin une Coupe de France.

### En équipe nationale
Héctor Yazalde reçoit 15 sélections en équipe d'Argentine entre 1968 et 1974, inscrivant trois buts.
Il joue son premier match en équipe nationale le 7 août 1968, en amical contre le Brésil (défaite 4-1). Il inscrit son premier but le 29 août de la même année, en amical face au Pérou (score : 2-2).
En juin 1974, il est retenu par le sélectionneur Vladislao Cap afin de participer à la Coupe du monde organisée en Allemagne. Lors de cette compétition, il joue  trois matchs. Il se met en évidence en inscrivant un doublé face à l'équipe d'Haïti.
Après la Coupe du monde, il n'est plus rappelé en sélection.

## Palmarès
- Champion d'Argentine en 1967 (nat) et 1970 (métro) avec le CA Independiente
- Champion du Portugal en 1974 avec le Sporting Portugal
- Vainqueur de la Coupe du Portugal en 1973 et 1974 avec le Sporting Portugal
- Finaliste de la Coupe du Portugal en 1972 avec le Sporting Portugal
- Vainqueur de la Coupe de France en 1976 avec l'Olympique de Marseille
- Soulier d'or européen 1974 (46 buts)
- Meilleur buteur du championnat du Portugal en 1974 (46 buts) et 1975 (30 buts).